# Hnizdytchiv
Hnizdytchiv (ukrainien : Гніздичів) est une commune urbaine de l'oblast de Lviv, en Ukraine. Elle compte 3 823 habitants en 2025.
C'est un important centre pour le gazoduc Dachava-Kyïv.

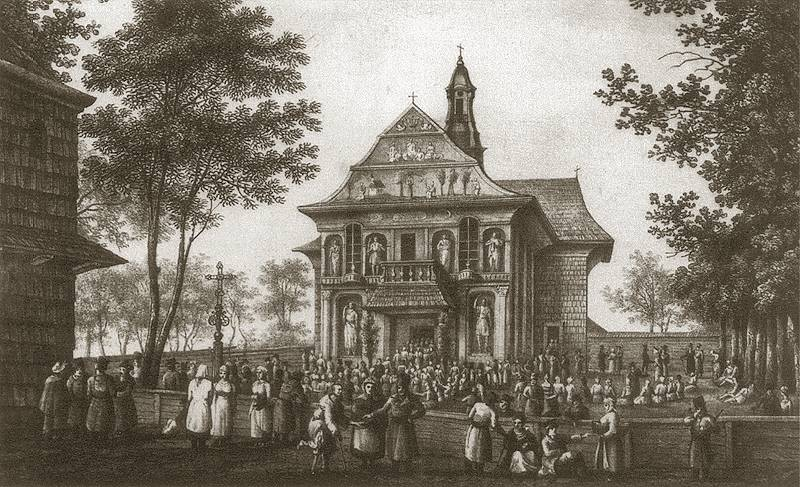
Pardon à Hnizdytchiv par Napoleon Orda.